# Macrones

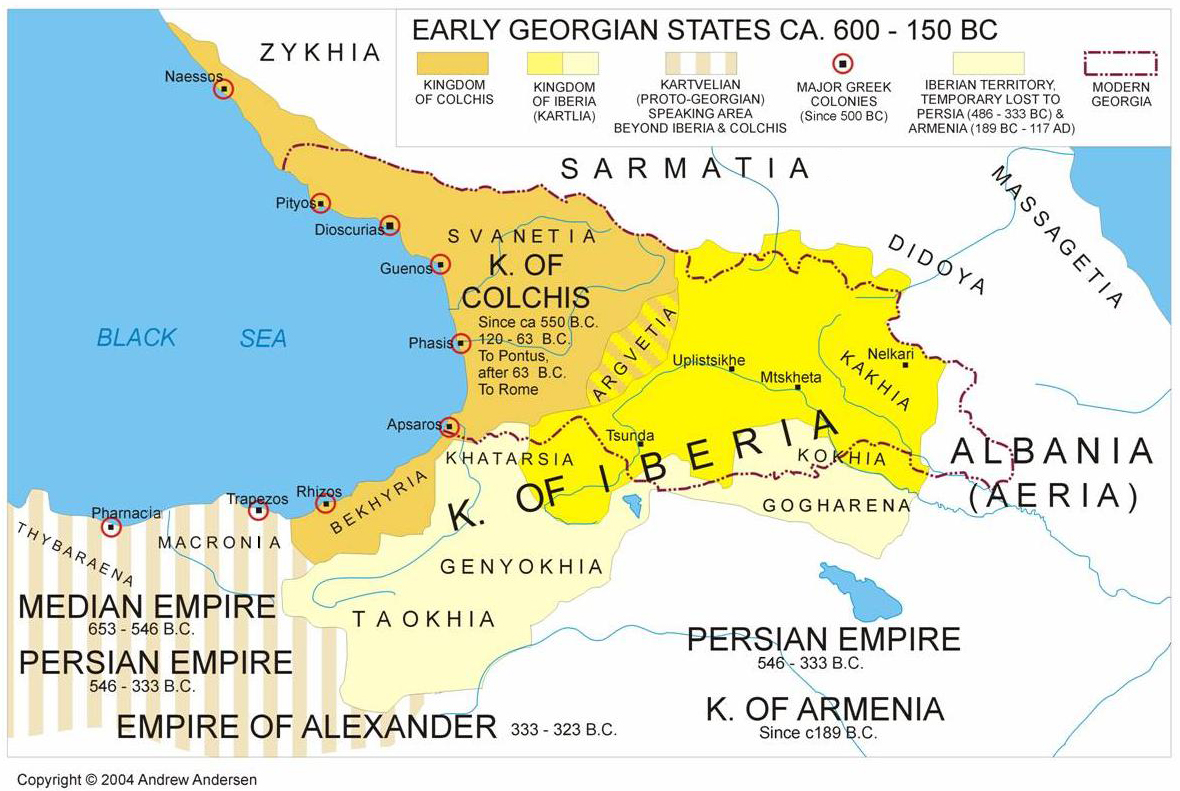
Người Macrones, chiếm giữ khu vực nằm xung quanh Trapezos được ghi lại là Macronia, nằm cạnh người Tibareni (Thybaraena)

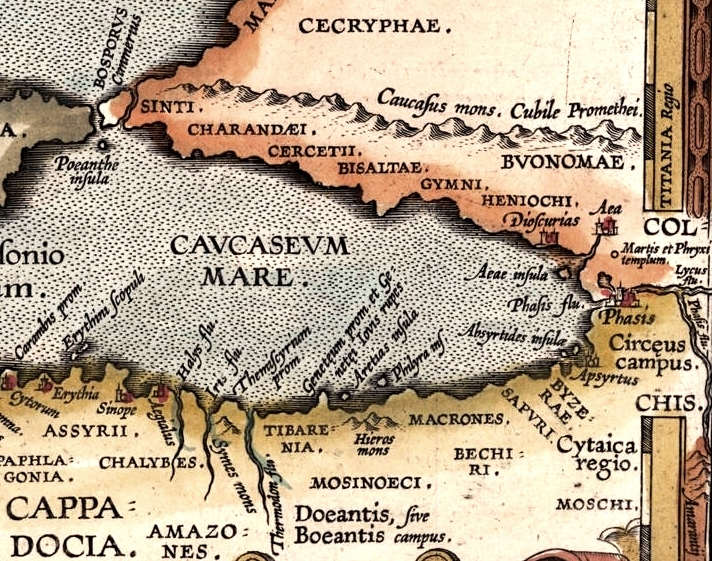
Macrones trong tấm bản đồ về chuyến hành trình của Argonauts được vẽ bởi Abraham Ortelius, 1624

Người Macrones (tiếng Gruzia: მაკრონები) (tiếng Hy Lạp cổ: Μάκρωνες, Makrōnes) là một tộc người Colchis cổ đại ở khu vực miền đông Pontus, xung quanh khu vực dãy núi Moschici (ngày nay là Yalnizçam Dağlari, Thổ Nhĩ Kỳ).
Người Macrones được nhắc đến lần đầu tiên bởi Herodotos (khoảng năm 450 TCN), ông thuật lại rằng họ cùng với người Moschi, Tabal, Mossynoeci, và Marres, tạo thành satrap thứ 19 bên trong đế quốc Ba Tư và chiến đấu dưới sự lãnh đạo của Xerxes I. Họ được nhắc đến nhiều lần trong các ghi chép cổ đại sau này. Xenophon (430-355 TCN) đặt họ nằm ở phía đông của Trapezus (ngày nay là Trabzon, Thổ Nhĩ Kỳ).